# Gilbert Bertrand
Pas d'image ? Cliquez ici

a Compétitions nationales et continentales officielles uniquement.

Gilbert Bertrand, né le 20 janvier 1925 à Tuchan et mort le 13 novembre 1995 à Carcassonne, est un joueur de rugby à XIII français évoluant dans les années 1940 et 1950. Dans la vie civile, il est agent d'assurances.
Natif de l'Aude, il joue dans le Championnat de France avec le FC Lézignan puis l'AS Carcassonne. Il remporte le Championnat lors de la saison 1949-1950.

## Palmarès
- Collectif :
  - Vainqueur du Championnat de France : 1950 (Carcassonne).
  - Vainqueur de la Coupe de France : 1951 (Carcassonne).
  - Finaliste du Championnat de France : 1949 (Carcassonne)
  - Finaliste de la Coupe de France : 1949 (Carcassonne)